# Аудовера
Аудовера (Audovera, * 535; † октомври/ноември 580) е кралица на франките и първата съпруга на крал Хилперих I (539 † 584) в Неустрия от Меровингите.

## Биография
Аудовера произлиза от франкската аристокрация. През 549/550 г. тя се омъжва за крал Хилперих I. Нейната слугиня Фредегунда става от 565 г. конкубина и по-късно третата съпруга на Хилперих I.
Хилперих се разделя през 565/567 г. с Аудовера и се жени през 567 г. за Галсвинта, дъщеря на вестготския крал Атанагилд и сестра на Брунхилда, съпругата на брат му Сигиберт I.
Децата на Аудовера и Хилперих I са:
- Теодеберт († 573), генерал при баща си
- Меровех († 577), жени се през 576 г. за леля си Брунхилда, вдовицата на крал Сигиберт I от Австразия († 575). Убит по нареждане на баща му.
- Хлодвиг (Хлодовех) († 580/585), убит (от Фредегунда)
- Базина, († сл. 590), от 580 монахиня в Sainte-Croix към Поатие
- ? Хилдесинт